# Värnamo pastorat
Värnamo pastorat var ett flerförsamlingspastorat i Östbo-Västbo kontrakt i Växjö stift i Värnamo kommun i Jönköpings län.
Pastoratet bildades 1981 och bestod då av följande församlingar::
- Nydala-Fryele församling från 2013, Nydala och Fryele dessförinnan
- Värnamo församling

1 januari 2023 slogs församlingarna ihop och Vänamo församling blev då ett enförsamlingspastorat.
Pastoratskod är 060914.